# Antônio Dias Pais Leme
Antônio Dias Pais Leme (Vassouras, 2 de abril de 1832 — Tavira, 14 de janeiro de 1887) foi um político brasileiro.
Foi presidente da província do Espírito Santo, nomeado por carta imperial de 28 de julho de 1869, de 17 de setembro de 1869 a 13 de agosto de 1870.